# Гоголь Дмитро Миколайович
Дмитро Миколайович Гоголь (1912 — ?) — моторист електропили Делятинського ліспромгоспу Станіславської області, Герой Соціалістичної Праці (05.10.1957).
Народився в селищі Делятин на території Австро-Угорщини (з кінця грудня 1920 року в Станиславівському воєводстві Польської Республіки, з вересня 1939 р. — територія СРСР, нині — Івано-Франківська область України).
Учасник німецько-радянської війни.
Після демобілізації — моторист електропили Делятинського ліспромгоспу Станіславської (Івано-Франківської) області.
За видатні успіхи, досягнуті в справі розвитку лісової промисловості, присвоєно звання Героя Соціалістичної Праці (05.10.1957).
Нагороджений орденом Вітчизняної війни II ступеня (20.10.1987).